# Nina Sicilia
Alejandrina "Nina" Sicilia Hernández (sinh ngày 3 tháng 12 năm 1962)là người Venezuela đầu tiên giành được vương miện Hoa hậu Quốc tế vào năm 1985. Đây là một trong bốn cuộc thi sắc đẹp lớn nhất thế giới hiện nay (Tứ đại Hoa hậu).

## Các cuộc thi sắc đẹp
Nina Sicilia, đại diện bang Monagas trong cuộc thi Hoa hậu Venezuela 1984, giành được danh hiệu hoa hậu thanh lịch và lọt vào top 5 người đẹp nhất.
Sau đó Nina được cử đi tham dự cuộc thi Hoa hậu Quốc tế được tổ chức tại Tsukuba (Nhật Bản) và chiến thắng vào năm 1985, vượt qua nhiều ứng cử viên nặng ký khác như người đẹp Sarie Nerine của Hoa Kỳ 
.

## Cuộc sống
Cha của Nina (mất năm 2005), một người Tây Ban Nha nhập cư đã nỗ lực để giúp cô hoàn thành bằng cử nhân kế toán. Ngoài ra, Nina cũng được cho theo học piano tại nhạc viện Juan Jose Landaeta, Caracas trong hơn 10 năm.

Nhiều người cho rằng gia đình Nina là người Ý nhưng thực ra cả bố và mẹ cô đều đến từ Đảo Canary, Tây Ban Nha.

Hiện nay, cô đang làm việc tại hãng thông tấn Venevision với tư cách người dẫn chương trình, và là giám đốc một công ty marketing có trụ sở tại Caracas.
Cô đã lập gia đình và có hai con.